# Le impronte sul soffitto
Le impronte sul soffitto (titolo originale The Footprints on the Ceiling) è un romanzo giallo di Clayton Rawson, pubblicato nel 1939. È il secondo romanzo che ha per protagonista Il Grande Merlini, mago professionista e investigatore dilettante.

## Trama
Ross Harte, scrittore e commediografo, viene invitato dal suo amico, il Grande Merlini, su Skelton Island, un'isoletta situata nell'East River tra New York e Long Island, per aiutarlo a verificare la genuinità di una medium che pretende di essere in grado di contattare lo spirito del vecchio capitano Skelton, dal quale i discendenti, attuali padroni dell'isola, sperano di farsi rivelare l'ubicazione di un relitto affondato, carico di tesori. Ma prima ancora di mettere piede sull'isola qualcuno dapprima sostituisce la sua valigia con una piena di antiche monete inglesi che valgono una fortuna, poi apparentemente lo aggredisce per riprendersela. Gli eventi successivi dimostrano che forti interessi criminosi ruotano intorno all'esito della seduta spiritica. Il Grande Merlini dovrà spiegare come una agorafobica sia potuta uscire di casa per andare a morire avvelenata in un vecchio edificio abbandonato, come un incendio possa essersi appiccato da solo, chi e come ha lasciato nella stanza del delitto evidenti impronte sul soffitto ma nessuna sul pavimento, e chi ha affondato tutte le barche disponibili, rendendo l'isola irraggiungibile dalla terraferma fino al mattino successivo. Ma anche una volta risolti tutti questi enigmi, ne resteranno da affrontare altri ugualmente bizzarri, la cui soluzione metterà a dura prova persino il brillante ingegno del famoso illusionista.

## Personaggi principali
- Il Grande Merlini - mago professionista e investigatore
- Ross Harte - commediografo teatrale, suo amico
- Burt Fawkes - assistente di Merlini
- Colonnello Watrous - spiritista
- Madame Rappourt - medium
- Linda Skelton - ricca ereditiera
- Floyd Skelton - fratellastro di Linda
- Arnold Skelton - fratellastro di Linda e fratello di Floyd
- Sigrid Verill - nipote di Linda
- Charles Lamb - agente di cambio in pensione
- Ira Brooke - inventore
- Dottor William Gall - medico
- Signore e signora Henderson - domestici
- Ispettore Gavigan - della Squadra Omicidi di New York
- Capitano Malloy - poliziotto

## Critica
"Le impronte sul soffitto contiene una buona narrazione nel primo terzo del libro (capitoli 1-10) con eccitanti avventure notturne in un angolo oggi oscuro della New York dell'epoca. Questa sezioni beneficiano dell'interese tipico della Golden Age per l'architettura ed il paesaggio, con un'isola, i suoi edifici e le vie d'acqua che la circondano che vengono ben immaginate e descritte. Sfortunatamente, al mistero preso in esame viene alla fine data una soluzione complessa, ma non particolarmente ingegnosa. La sottotrama che riguarda Lamb è la parte migliore della soluzione. Anche la sottotrama riguardo alle impronte è buona. Rawson includerà un altro mistero riguardante impronte in Nothing is Impossible (1958). La descrizione delle ricerche psichiche in questi primi capitoli si ritroverà nel racconto breve con Merlini Da un altro mondo (1948). [...] Il capitolo 18 contiene argute allusioni al Philo Vance di S. S. Van Dine, a Ellery Queen e al Nero Wolfe di Rex Stout."
L'immaginaria isola di Skelton Island viene collocata dall'autore, nella mappa inclusa nel libro, nel punto dove nella realtà si trova l'isola di South Brother Island. La descrizione di Skelton Island ricorda invece la geografia della vicina North Brother Island.

## Edizioni
- Clayton Rawson, Le impronte sul soffitto, collana Gli Speciali del Giallo Mondadori, traduzione di Mauro Boncompagni, Mondadori, 2010,  p. 494, ISSN 1122-7273 (WC · ACNP).